# Obraztsovi (Krasnodar)
Obraztsovi (del ruso: Образцовый) es un posiólok del raión de Leningrádskaya del krai de Krasnodar, en Rusia. Está situada en la orilla derecha del río Chelbas, 27 km al sur de Leningrádskaya y 124 km al norte de Krasnodar, la capital del krai. Tenía 1 717 habitantes en 2010.
Es cabeza del municipio Obraztsóvoye, al que pertenecen asimismo Vysotni, Lashtovanni, Solnechni.

## Historia
La localidad fue fundada en 1925 en tierras de la stanitsa Atamánskaya, de la que se trasladaron cincuenta familias. Hasta 1929, los agricultores dirigían la economía individualmente. En ese año fue creado el koljós Lénina, que incluía las tierras de Lashtovanni, Novoplatnírovskaya y Atamánskaya. En 1931 se valoró que era demasiado grande y estaba mal gestionado, por lo que fue descentralizado, creándose en Obraztsovi el sovjós Iskra, inaugurado el 14 de junio de 1932. La Gran Guerra Patria afectó severamente a la granja, siendo fusilados 14 cmpesinos en la ocupación alemana de verano de 1942 a finales de invierno de 1943. Tras ella, fue reconstruido de modo que varios trabajadores fueron galardonados como Héroes del Trabajo Socialista en 1951 y 1966. El sovjós Iskra fue convertido en la sociedad anónima cerrada (ZAO) Iskra en 1994.